# Balaives-et-Butz
Balaives-et-Butz är en kommun i departementet Ardennes i regionen Grand Est (tidigare regionen Champagne-Ardenne) i nordöstra Frankrike. Kommunen ligger  i kantonen Flize som ligger i arrondissementet Charleville-Mézières. År 2018 hade Balaives-et-Butz 202 invånare.

## Befolkningsutveckling
Antalet invånare i kommunen Balaives-et-Butz
Referens: INSEE